# Kythnos
Kythnos (griechisch Κύθνος [ˈkʲiθnɔs] (f. sg.)) ist eine griechische Insel und zählt zu den westlichen Kykladen. Sie bildet zusammen mit der Felseninsel Piperi eine Gemeinde (δήμος, Dimos) in der Region Südliche Ägäis. Auf der Insel leben 1456 Einwohner, davon 561 im gleichnamigen Hauptort.

## Name
Die ersten Bewohner von Kythnos sollen die Dryopen gewesen sein, deren mythischer König Kythnos Sohn des Gottes Apollo war, daher der Name der Insel. Sie war auch als Dryopis oder Ofiousa bekannt. Im Mittelalter wurde sie Thiramna genannt, während Nilos Doxapatris sie bereits 1143 unter dem Namen Thermia erwähnt, aufgrund der vorhandenen heißen Quellen. Später nannten die Türken sie Hamam Adası (= „Hamam-Insel“, griechisch Χαμάμ αντασί Hamam Adasi, Transliteration Chamam Antasi).

## Geographie

### Lage
Zusammen mit Kea, Serifos und Sifnos bildet Kythnos die westliche von Norden nach Süden verlaufende Inselkette der Kykladen. Kythnos liegt etwa 11,5 km südöstlich von Kea und mehr als 13 km nördlich von Serifos. Die Insel Syros liegt 33 km und das unbewohnte Eiland Piperi 8,7 km östlich. Vom Kap Kefalos im Norden bis zum Kap Agios Dimitrios beträgt die Länge etwa 21 km. Die Breite liegt in Ost-West-Richtung zwischen 8,6 km und 3,6 km. Die Fläche beträgt 99,432 km².

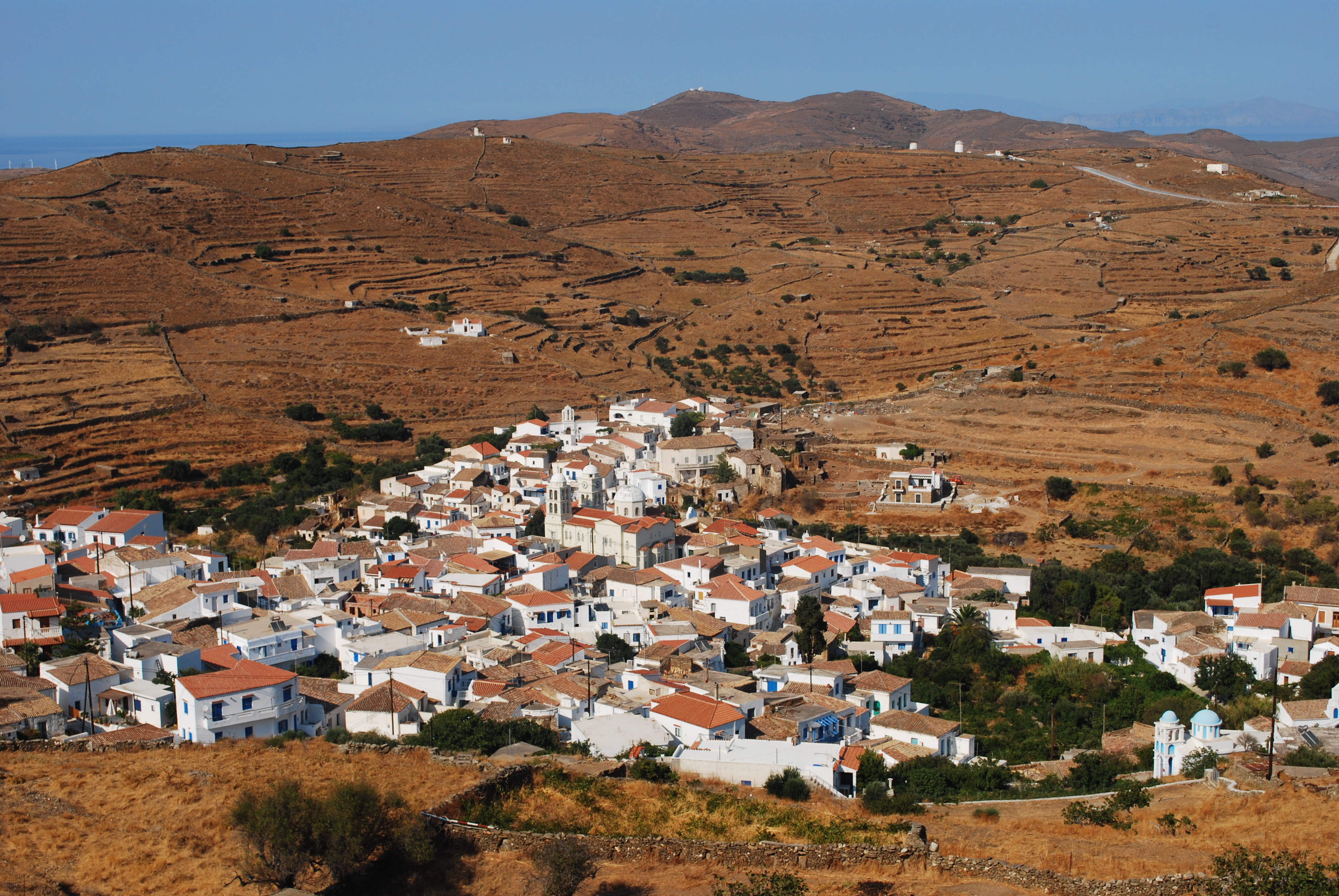
Dryopis im Inselinneren

Die Morphologie der Insel ist gekennzeichnet durch hügeliges bis bergiges Gelände sowie eine stark gegliederte Küste mit zahllosen kleinen Buchten. Zwei von Nordnordost nach Südsüdwest verlaufende Bergzüge dominieren die Insel. Der kleinere im Nordwesten ist nahezu parallel zur Küste ausgerichtet und stellt mit dem Kakovolo (Κακόβολο 356 m) die höchste Erhebung der Insel dar. An der Nordostküste liegt das Heilbad Loutra (Λουτρά) an der gleichnamigen Bucht Ormos Loutron (Όρμος Λουτρών). Getrennt werden die Bergzüge durch die Hochfläche mit dem Hauptort Kythnos auf etwa 100 m. Der Profitis Ilias östlich von Kythnos ist mit 326 m höchste Erhebung des zweiten Bergzuges. Dieser wird nach Süden hin zunächst niedriger. Der Petrovouni (Πετροβούνι 211 m) und der Agios (΄Αγιος 263 m) bilden den Übergang zur Larni-Merovigli Bergkette (Λάρνι-Μεροβίγλι) südlich von Dryopis, die höchste Erhebung liegt bei 318 m. Danach verjüngt sich die Insel zusehends, die Höhen erreichen um 200 m. Das Gelände ist schroff mit teilweise steil abfallender Felsenküste. Zahlreiche kleine Trockenbäche entwässern die winterlichen Niederschläge, die Einzugsgebiete liegen unter 2 km².
Kythnos hat mehr als 90 Strände. Einige von ihnen sind: Kolona, Apokrousi, Episkopi, Megali Ammos, Schinari, Simousi, Martinakia, Zogaki, Naoussa, Kouri.

## Allgemeine Informationen
In der Vergangenheit florierte der Gerstenanbau auf Kythnos, und der Hauptabnehmer war die Brauerei Fix. Andere wichtige Produkte der Insel sind Honig, Feigen, Wein und Mandeln.
Im Allgemeinen gibt es auf Kythnos nur wenige Bäume, mit Ausnahme der südöstlichen Seite von Merichas mit verstreuten Bäumen und der Halbinsel Panagia Kanala.
Es gibt zwei Hauptdörfer auf der Insel, Chora oder Messaria, das auch die Hauptstadt der Insel ist, und Dryopida oder Chorio. Außerdem gibt es drei wichtige Küstenorte: den Haupthafen von Merichas, Loutra mit den berühmten Thermalquellen und Kanala mit der gleichnamigen Kirche.

## Geschichte
Durch archäologische Ausgrabungen wurde bei Maroulas im Nordosten eine Siedlung des Mesolithikums mit einigen Gräbern aus dem 9. Jahrtausend v. Chr. freigelegt. Dabei handelt es sich um den ältesten bekannten Ort der Kykladen. Der Abbau und die Verhüttung von Kupfer während der frühen Bronzezeit (FK II) ist von mehreren Fundstätten bekannt. Der Fundort Skouries zeigt, dass die natürlichen örtlichen Gegebenheiten zum Ausschmelzen genutzt wurden. Hinweise auf die Extraktion von Kupfer geben zahlreiche Artefakte. Zudem werden mehrere aus Schiefer angelegte Rundbauten als Schmelzöfen interpretiert. Da auch Kupfer von Sifnos verarbeitet wurde, wird Skouries als eine auf die Extraktion von Kupfer spezialisierte Stätte und zentrale Kupferhütte der Ägäis angesehen. Analysen belegen den Handel des ausgeschmolzenen Kupfers auf das Festland und nach Kreta. 2002–2006 wurde in der alten Hauptstadt Vryokastro ein durch ein Erdbeben zerstörter, vermutlich dem Apollon und der Artemis geweihter Doppeltempel aus der archaischen Periode unter der Leitung von Alexander Mazarakis Ainian freigelegt.
Die ersten Bewohner von Kythnos waren die Kares. Später wurde Kythnos zu einer ionischen Kolonie. Die antiken Kythnier nahmen mit einer Trireme und einem Pentakondor an der Seeschlacht von Salamis teil. Nach dem Ende der Perserkriege beteiligte sich Kythnos an der Αthenischen Allianz und wurde später von dem Piraten Glayketes besetzt, der von den Makedoniern unterstützt, dann aber von den Athenern vertrieben wurde. Die Verfassung von Kythnos scheint ein Thema gewesen zu sein, mit dem sich Aristoteles in einem nicht erhaltenen Werk beschäftigt hat.
In der römischen Zeit war Kythnos ein Verbannungsort für wichtige Persönlichkeiten. Darüber hinaus gab es in der Antike mehrere Tempel auf der Insel, was dazu führte, dass die Insel von Reisenden aus verschiedenen Regionen (z. B. Ägypten, Kleinasien, Italien usw.) besucht wurde. Die Maler Timanthes und Kydias wurden im Altertum auf Kythnos geboren. Später wurde Kythnos Teil des Byzantinischen Reiches.
Nach dem Fall von Konstantinopel im Jahr 1204 wurde Kythnos Teils des ägäischen Herzogtum des Archipels (oder von Naxos) des fränkischen Oberherrn Marco Sanudo. In dieser Zeit war Kythnos unter dem Namen Thermia bekannt, ein Name, der sich von den heißen Mineralquellen ableitet, die an der nordöstlichen Küste im Dorf Loutra (griechisch "Bäder") entspringen. Diese Heilbäder waren mindestens seit der Römerzeit bekannt und ein beliebtes Kur- und Erholungsgebiet.
Die Insel wurde vom 16. Jahrhundert bis zum Untergang des Herzogtums, in dem sie de facto unabhängig wurde, als Anhängsel des Herzogtums des Archipels regiert. Im Jahr 1600 wurde Thermia auch der neue Name eines lateinischen Bistums auf den Kykladen, das früher als römisch-katholisches Bistum Kea bekannt war (heute das Titularbistum Cea). Die Inselhauptstadt war Katakefalo, die als fränkische Festung wiederaufgebaut wurde und als Turm von Thermia bekannt war.

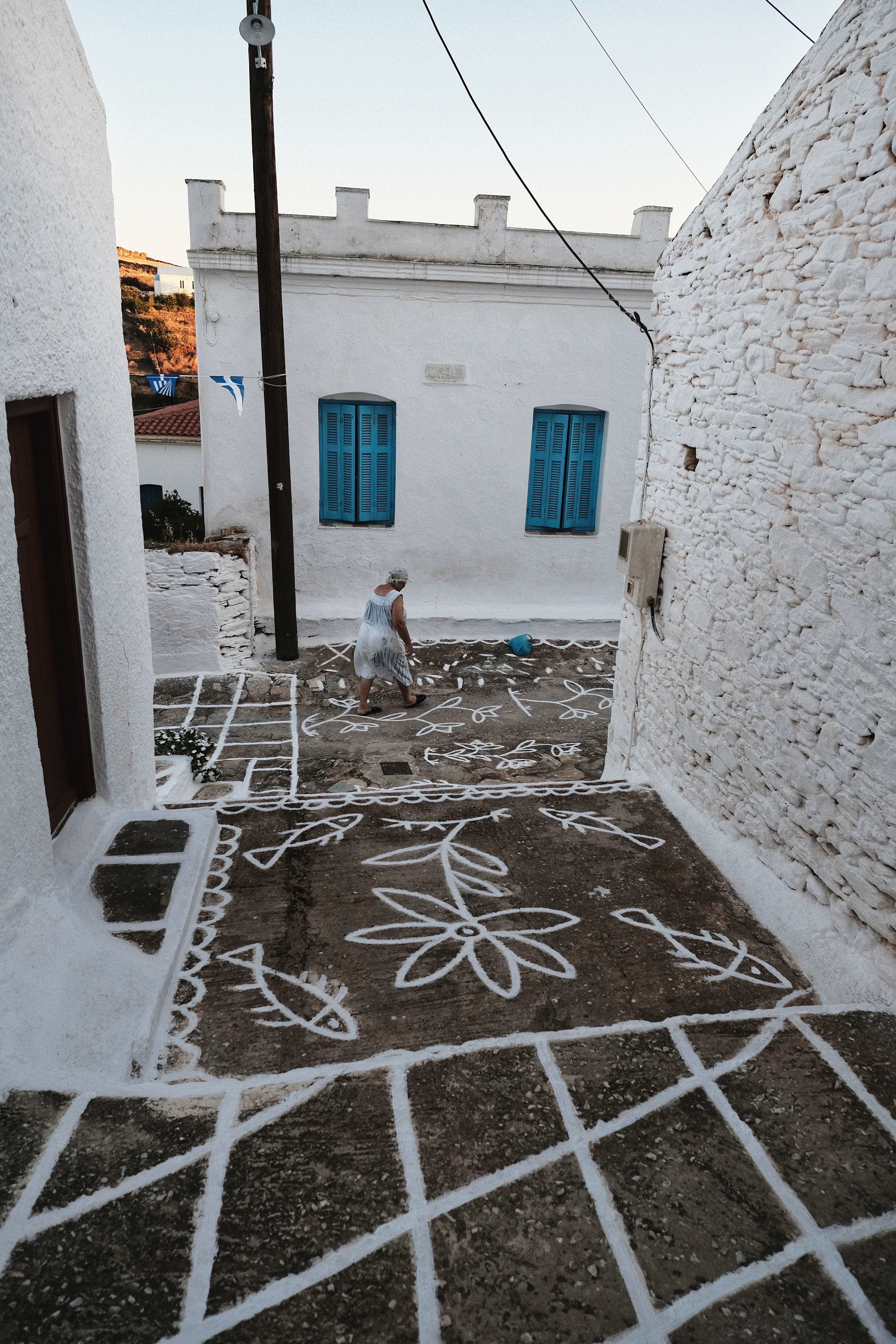
Blick in die Gassen von Chora.

Im 17. Jahrhundert geriet Kythnos unter die Kontrolle des Osmanischen Reiches. 1791 wurde in Chora (Messaria) eine griechische Schule eröffnet, die im Kloster der Panagia von Nikous untergebracht war. Zunächst unterrichtete dort der Mönch Parthenios Koulouris aus Sifnos. Ihm folgte 1809 der Mönch Makarios Filippaios aus Kythnos, der den Unterricht während der Jahre von Kapodistrias fortsetzte.
Im Jahr 1806 führte ein Piratenüberfall, der zwar abgewehrt werden konnte, dazu, dass Gruppen von Bewohner von Kythnos an die Κleinasiatische Küste auswanderten, von wo einige später zurückkehrten und die Bräuche ihrer neuen Heimat auf die Insel brachten.
Kythnos nahm an der Revolution von 1821 teil und war während ihrer Dauer ein sicherer Hafen für griechische Flüchtlinge aus Gebieten wie Chios, Psara und Aivali. Im Jahr 1823 brach eine Seuche aus. Kythnos war in der 3. Nationalversammlung von Epidauros vertreten, in der 3. Nationalversammlung von Troizina durch Moschos Filippaios (Chora) und N. Economidis Levantis (Dryopida) vertreten. In den folgenden Jahren bis 1832 war Kythnos in den Nationalversammlungen durch N. Vallindas vertreten.
Im Jahr 1828 gab es auf der Insel fünf Schulen, darunter auch Privatschulen, und 1833 waren nur noch zwei Schulen in Betrieb. Sie wurden durch Spenden der Einwohner und Einkünfte der Klöster auf der Insel finanziert.
In den Jahren von Kapodistrias wurde Kythnos als eine der ärmsten Inseln der Kykladen bezeichnet. In den folgenden Jahren entwickelte sich die Landwirtschaft, insbesondere die Gerste, die aufgrund ihrer guten Qualität nach Athen exportiert wurde.
Während der Herrschaft von König Otto war Kythnos ein Ort der Verbannung für politische Gegner. Im Jahr 1862 wurde die Insel zum Schauplatz eines Konflikts zwischen Revolutionären, die versuchten, die Verbannten zu befreien, und Otto-treuen Kräften. Die Anhänger Ottos setzten sich durch und töteten drei der Revolutionsführer in Agia Irini.
Im 19. Jahrhundert blühte die Keramik- und Töpferindustrie auf Kythnos auf, wobei die kythnischen Handwerker im Sommer nach Athen fuhren und im Winter zurückkehrten. Auch die Bergwerke begannen in Zusammenarbeit mit ähnlichen Unternehmen in Lavrio zu arbeiten.
Zu Beginn des 20. Jahrhunderts nahm die Produktion von hochwertiger Gerste und Grieß stark zu und die Exporte stiegen entsprechend. Während der Besatzungszeit kehrten viele Kythener, die in Athen lebten, auf die Insel zurück, um bessere Lebensbedingungen vorzufinden.

### Das moderne Kythnos
Der Mitte des 20. Jahrhunderts einsetzende griechische Tourismusboom ging weitgehend an Kythnos vorbei, da der Hafen nicht über einen Tiefwasseranleger für Fähren verfügte. Der Bau einer neuen Mole im Jahr 1974 brachte große Veränderungen mit sich. Heute ist die Insel ein moderner, wohlhabender Ort mit einem blühenden Tourismus. Mit der Errichtung des ersten griechischen Windparks im Jahr 1982 steht sie an der Spitze der Experimente mit alternativen Energien. Durch den Einbau einer Photovoltaikanlage und von Speicherbatterien konnte die Menge an Dieselkraftstoff, die für die Stromversorgung der Insel benötigt wird, reduziert werden.

## Musik- und Tanztradition
Die Geige und die Laute, aus denen sich die "Zyia" zusammensetzt, sind die wichtigsten Musikinstrumente der Insel; die Tsampuna (oder Kaida) ist das charakteristische Instrument, das während des Karnevals erklingt. Jede Feier beginnt mit den Liedern der "tavla" oder "Tafel". Die wichtigsten Tänze sind der Kalamatianos, der Syrtos und der Balos, die paarweise getanzt werden. Jeder Tanz beginnt in der Regel mit dem Kalamatianos, setzt sich mit dem Syrtos fort und endet mit dem Balos, dem speziellsten der Tänze von Kythnos. Der thermiotische Balos unterscheidet sich von den anderen Tänzen durch die charakteristischen "Spaziergänge", bei denen beide Hände ineinander verschränkt sind und das Paar Rücken an Rücken tanzt. Ein weiterer charakteristischer Tanz ist der karzilama.

### Traditionen
In den Legenden und dem Glauben von Kythnos gibt es zahlreiche Hinweise auf Feen, Vampire, Drachen usw., die an verschiedenen Orten auf der Insel leben, z. B. in antiken Ruinen, Mühlen, Tennen, an einsamen Stränden usw.

### Kulinarisches
Zu den typischen Gerichten der lokalen Küche gehören Sfougata (frittierte Käsebällchen), Kolopi (Pita mit grünem Gemüse) und Poulos (ein mit gesalzenem Schweinefleisch gefülltes Brötchen). Auf der Insel gibt es auch andere traditionelle Produkte wie Honig und verschiedene Käsesorten.

## Gemeindegliederung
Die Gemeinde Kythnos untergliedert sich in zwei Kinotites. Nach der Volkszählung 2011 hatte sie 1456 Einwohner. Diese wohnen überwiegend in den beiden größten Orten Kythnos oder Messaria genannt (lokal auch Chora, 561 Einwohner) und Dryopida (lokal auch Chorio, 325 Einwohner). an der Küste liegen Merichas mit dem Haupthafen, Loutra mit den Thermalquellen sowie Kanala mit der gleichnamigen Kirche.
| Kinotita | griechischer Name   | Code     | Fläche (km²) | Einwohner 2001 | Einwohner 2011 | Dörfer und Inseln |
| -------- | ------------------- | -------- | ------------ | -------------- | -------------- | --- |
| Kythnos  | Κοινότητα Κύθνου    | 63020001 | 49,101       | 746            | 787            | Kythnos, Agia Irini, Agios Stefanos, Apokrisi, Loutra                                                                                |
| Dryopis  | Κοινότητα Δρυοπίδος | 63020002 | 50,817       | 862            | 669            | Dryopida, Agios Dimitrios, Aosa, Gandromandra, Episkopi, Kalo Livadi, Kanala, Lefkes, Liotrivi, Merichas, Piperi, Skylos, Flambouria |
| Gesamt   | Gesamt              | 6302     | 99,918       | 1608           | 1456           | |

## Infrastruktur

### Verkehr
Vom Hafen in Merichas bestehen regelmäßige Verbindungen mit Lavrio, Piräus und zu den Nachbarinseln.
Die beiden Busse für den öffentlichen Personennahverkehr befinden sich in Privatbesitz. Bedient werden die Strecken von Merichas über Kythnos nach Loutra sowie von Merichas über Dryopis nach Panagia Kanala.
Für Notfälle existiert ein Hubschrauberlandeplatz.

### Energieversorgung
Bis zur Inbetriebnahme des ersten Windparks Europas erfolgte die Versorgung von Kythnos ausschließlich durch ein Ölkraftwerk. Im Jahr 1982 wurden fünf Windenergieanlagen mit einer Leistung von 100 kW ins Versorgungsnetz einbezogen. Eine 100-kW-Photovoltaikanlage folgte ein Jahr darauf. Beide Anlagen wurden später in ein autonomes zentrales Hybridkraftwerk integriert. Im Rahmen mehrerer von der EU geförderten Projekte wurde die Anlage kontinuierlich weiterentwickelt und ausgebaut. Unter optimalen Bedingungen erreicht das Hybridkraftwerk eine Leistung von 765 kW. Bei geringerem Strombedarf können die Dieselaggregate komplett abgeschaltet werden.

## Persönlichkeiten
- Timanthes, griechischer Maler
- Ignatios Kozadinos  (* 1716; †  1786),  griechisch-orthodoxer Bischof

## Wirtschaft
Noch heute dienen der Fischfang und die eher dürftige Landwirtschaft auf der kargen Insel als Haupteinnahmequellen. Als Ferieninsel wird Kythnos vor allem von Athenern besucht. In der Nähe von Dryopis liegt die Schauhöhle Katafiki. In Loutra gibt es auch ein kleines Thermalbad mit heißen Quellen gegen Frauenleiden.

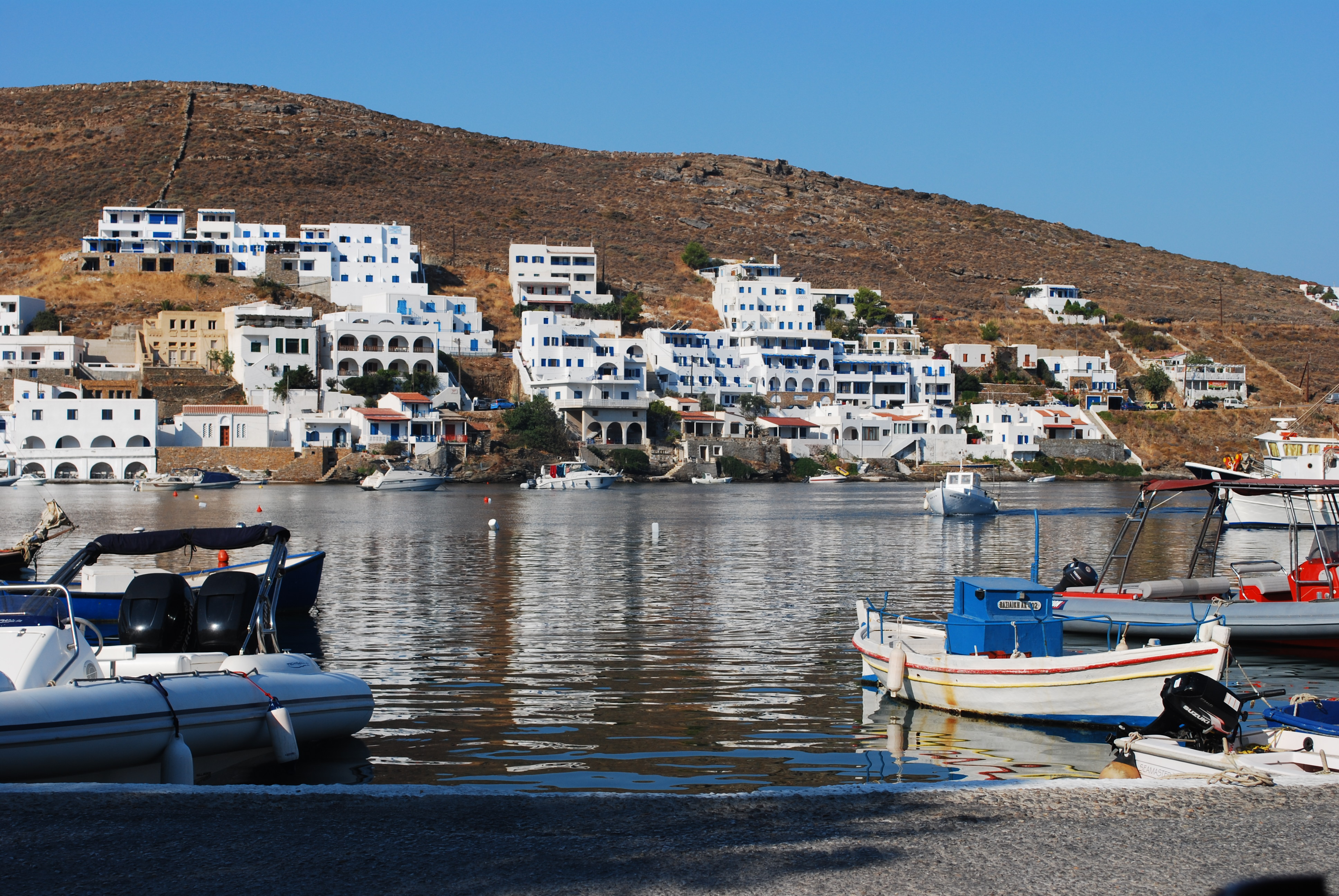
Merichas, der Anlegeplatz für die Fähren
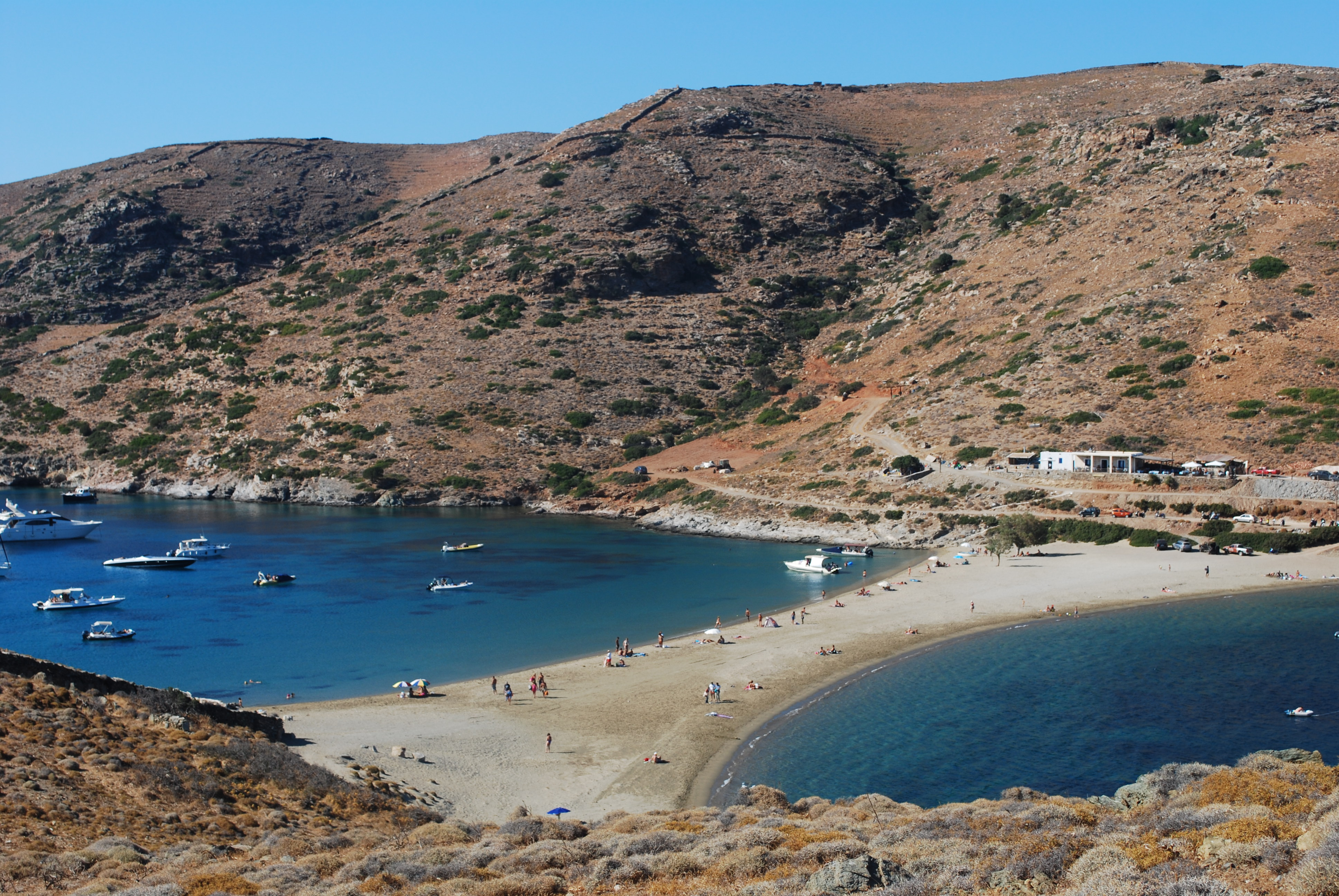
Kolona Strand bei Merichas
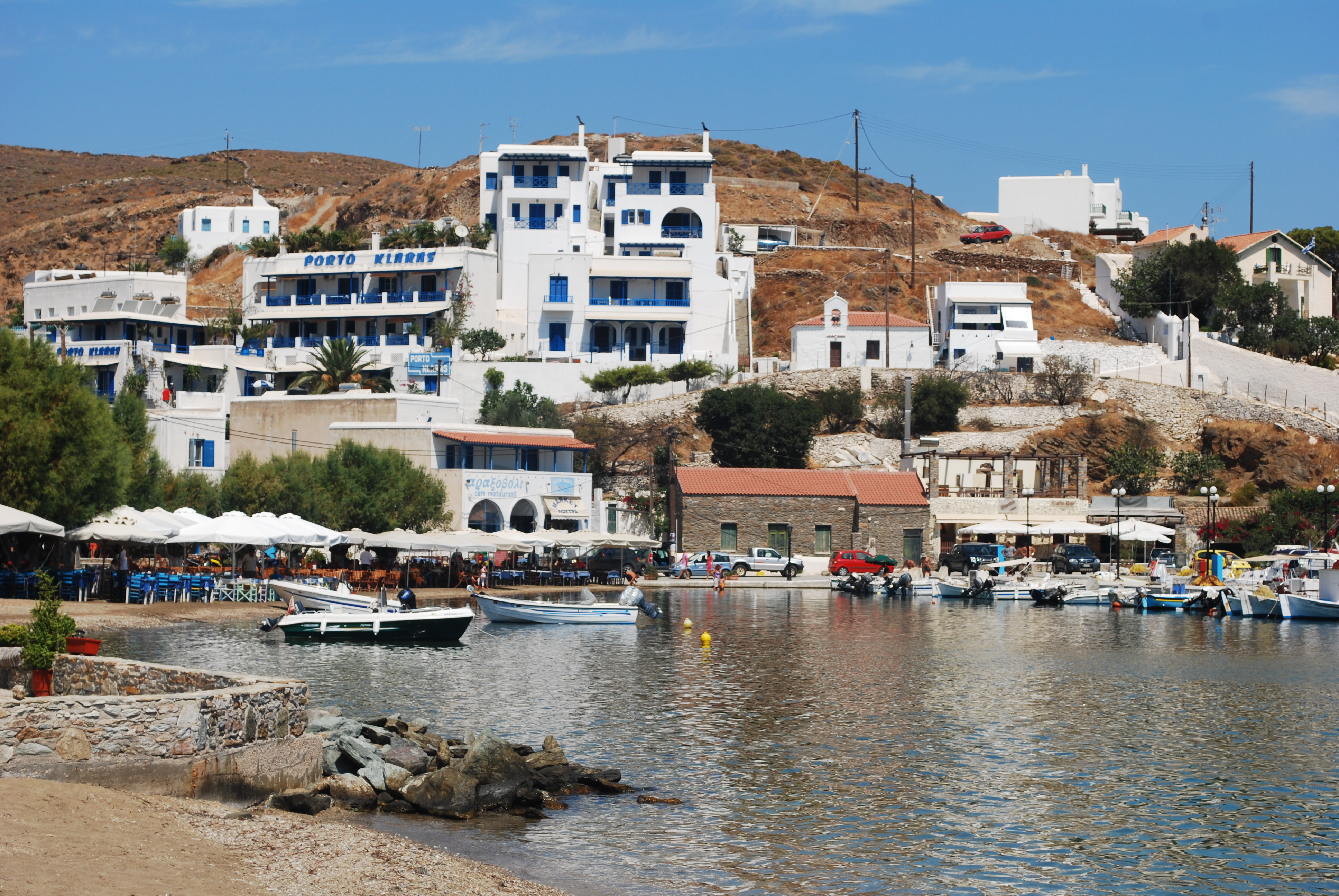
Loutra, kleiner Hafenort mit heißen Quellen
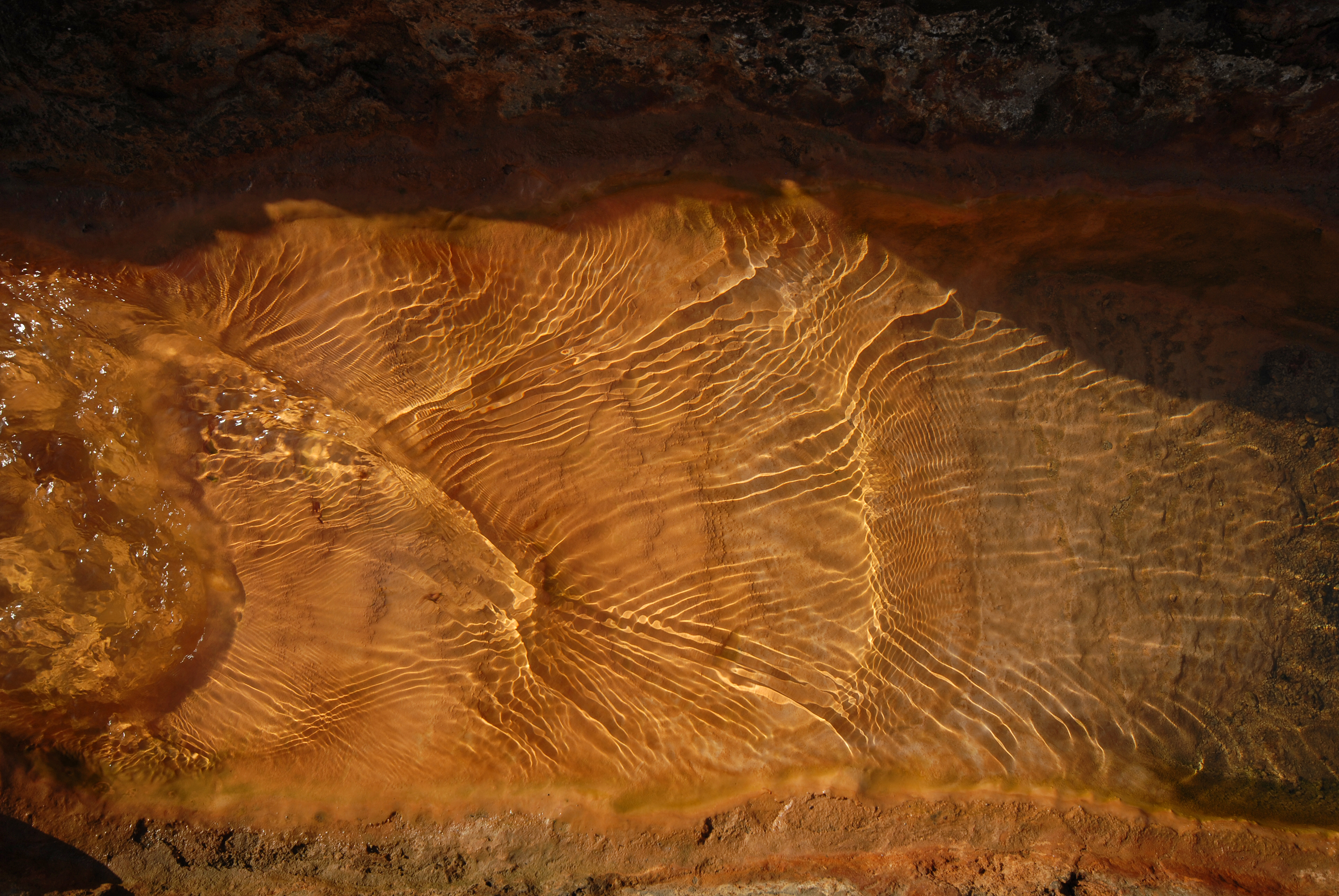
Wasser der heißen Quellen in Loutra
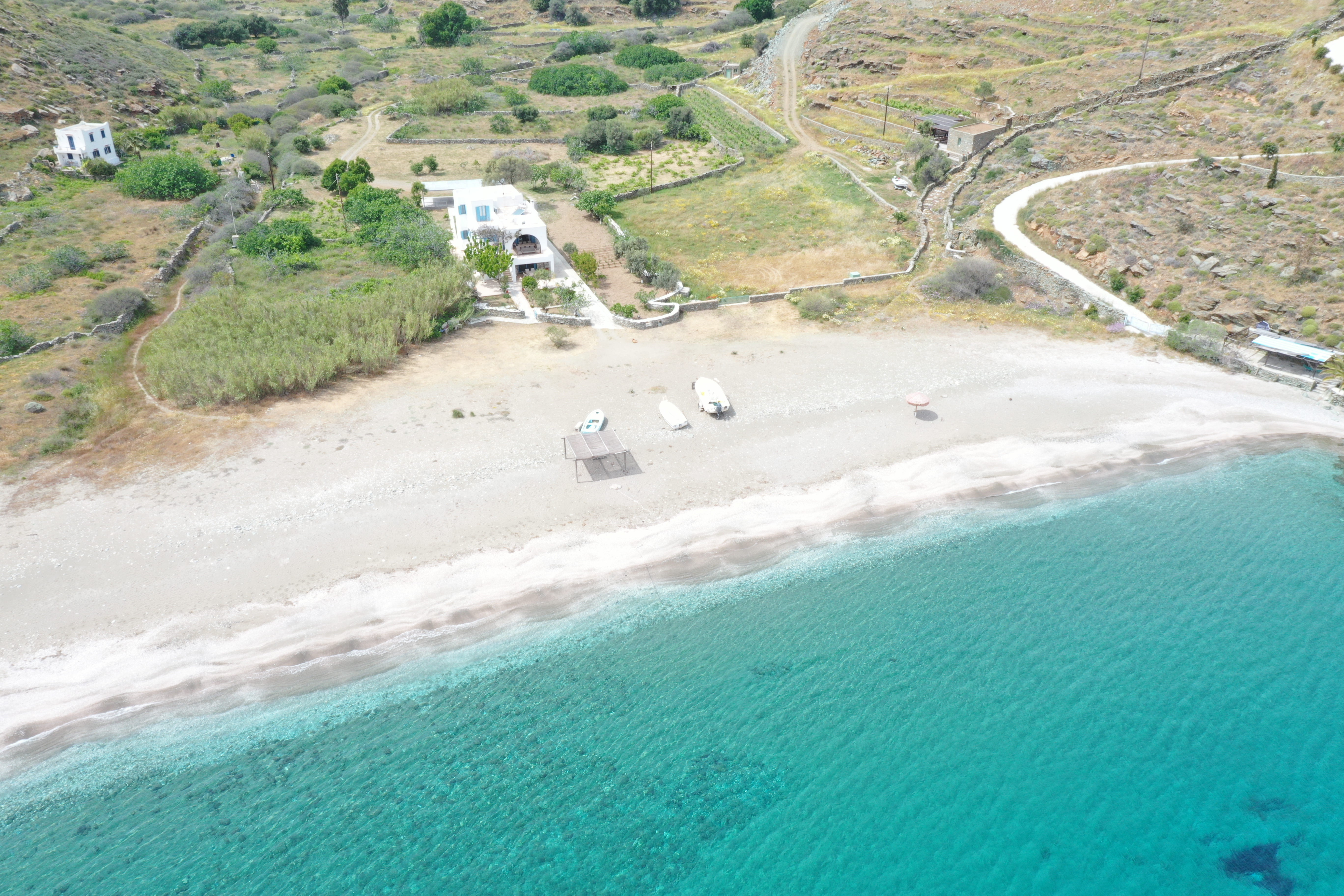
Skilou Strand